# Progressione del record mondiale degli 800 metri piani femminili

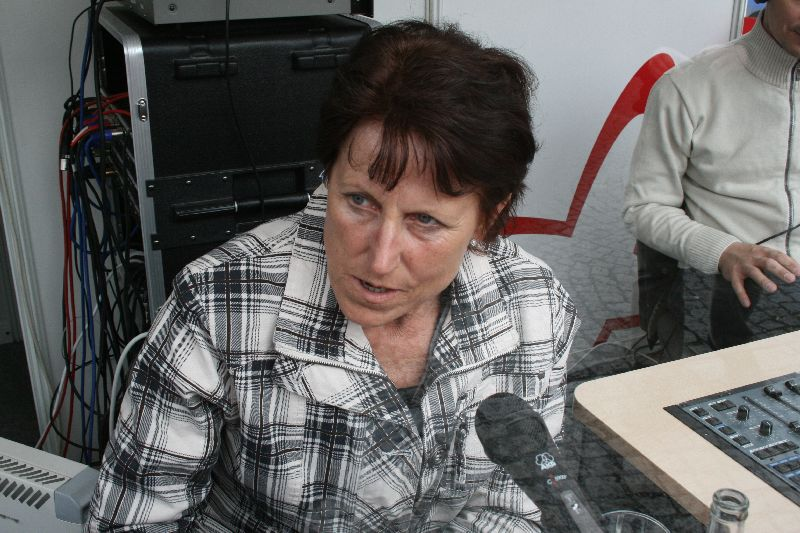
Jarmila Kratochvílová, detentrice del record mondiale della specialità

La voce seguente illustra la progressione del record mondiale degli 800 metri piani femminili di atletica leggera.
Il primo record mondiale femminile venne riconosciuto dalla federazione internazionale di atletica leggera nel 1922, mentre il primo record mondiale indoor risale al 1980. Ad oggi, la World Athletics ha ratificato ufficialmente 29 record mondiali assoluti e 5 record mondiali indoor di specialità.

## Progressione

### Record assoluti
| Tempo            | Atleta                | Nazione          | Luogo | Data              | Note  |
| ---------------- | --------------------- | ---------------- | --- | ----------------- | ----- |
| 2'30"4 m         | Georgette Lenoir      | Francia          | Parigi, Francia | 20 agosto 1922    | +     |
| 2'26"6 m         | Mary Lines            | Regno Unito      | Londra, Regno Unito | 30 agosto 1922    | y     |
| 2'23"8 m         | Lina Radke            | Germania         | Breslavia, Germania | 7 agosto 1927     |       |
| 2'20"4 m         | Inga Gentzel          | Svezia           | Stoccolma, Svezia | 16 giugno 1928    |       |
| 2'19"6 m         | Lina Radke            | Germania         | Brieg, Germania | 1º luglio 1928    |       |
| 2'16"8 m         | Lina Radke            | Germania         | Amsterdam, Paesi Bassi | 2 agosto 1928     |       |
| 2'15"9 m         | Anna Larsson          | Svezia           | Stoccolma, Svezia | 27 agosto 1944    |       |
| 2'14"8 m         | Anna Larsson          | Svezia           | Helsingborg, Svezia | 19 agosto 1945    |       |
| 2'13"8 m         | Anna Larsson          | Svezia           | Stoccolma, Svezia | 30 agosto 1945    |       |
| 2'13"0 m         | Evdokija Vasil'eva    | Unione Sovietica | [[File: Flag of the Soviet Union (1936 – 1955).svg\|class=noviewer\| Unione Sovietica (bandiera)\|border\|20x16px]] Mosca, Unione Sovietica | 17 luglio 1950    |       |
| 2'12"2 m         | Valentina Pomogaeva   | Unione Sovietica | [[File: Flag of the Soviet Union (1936 – 1955).svg\|class=noviewer\| Unione Sovietica (bandiera)\|border\|20x16px]] Mosca, Unione Sovietica | 26 luglio 1951    |       |
| 2'12"0 m         | Nina Otkalenko        | Unione Sovietica | [[File: Flag of the Soviet Union (1936 – 1955).svg\|class=noviewer\| Unione Sovietica (bandiera)\|border\|20x16px]] Minsk, Unione Sovietica | 26 agosto 1951    |       |
| 2'08"5 m         | Nina Otkalenko        | Unione Sovietica | [[File: Flag of the Soviet Union (1936 – 1955).svg\|class=noviewer\| Unione Sovietica (bandiera)\|border\|20x16px]] Kiev, Unione Sovietica  | 15 giugno 1952    |       |
| 2'07"3 m         | Nina Otkalenko        | Unione Sovietica | [[File: Flag of the Soviet Union (1936 – 1955).svg\|class=noviewer\| Unione Sovietica (bandiera)\|border\|20x16px]] Mosca, Unione Sovietica | 27 agosto 1953    |       |
| 2'06"6 m         | Nina Otkalenko        | Unione Sovietica | [[File: Flag of the Soviet Union (1936 – 1955).svg\|class=noviewer\| Unione Sovietica (bandiera)\|border\|20x16px]] Kiev, Unione Sovietica  | 16 settembre 1954 |       |
| 2'05"0 m         | Nina Otkalenko        | Unione Sovietica | Zagabria, Jugoslavia | 24 settembre 1955 |       |
| 2'04"3 m         | Ljudmila Ševcova      | Unione Sovietica | Mosca, Unione Sovietica | 3 luglio 1960     |       |
| 2'04"3 m         | Ljudmila Ševcova      | Unione Sovietica | Roma, Italia | 7 settembre 1960  | [ 3 ] |
| 2'01"2 m         | Dixie Willis          | Australia        | Perth, Australia | 3 marzo 1962      | +     |
| 2'01"1 m         | Ann Packer            | Regno Unito      | Tokyo, Giappone | 20 ottobre 1964   |       |
| 2'01"0 m         | Judy Amoore           | Australia        | Helsinki, Finlandia | 28 giugno 1967    |       |
| 2'00"5 m         | Vera Nikolić          | Jugoslavia       | Londra, Regno Unito | 20 luglio 1968    |       |
| 1'58"5 m         | Hildegard Falck       | Germania Ovest   | Stoccarda, Germania Ovest | 11 luglio 1971    | [ 4 ] |
| 1'57"5 m         | Svetla Zlateva        | Bulgaria         | Atene, Grecia | 24 agosto 1973    | [ 5 ] |
| 1'56"0 m         | Valentina Gerasimova  | Unione Sovietica | Kiev, Unione Sovietica | 12 giugno 1976    |       |
| 1'54"9 m         | Tat'jana Kazankina    | Unione Sovietica | Montréal, Canada | 26 luglio 1976    | [ 6 ] |
| 1'54"9 m         | Nadija Olizarenko     | Unione Sovietica | Mosca, Unione Sovietica | 12 giugno 1980    | [ 7 ] |
| 1'53"5 m 1'53"43 | Nadija Olizarenko     | Unione Sovietica | Mosca, Unione Sovietica | 27 luglio 1980    | [ 8 ] |
| 1'53"28          | Jarmila Kratochvílová | Cecoslovacchia   | Monaco, Germania Ovest | 26 luglio 1983    |       |

### Record indoor
| Tempo    | Atleta            | Nazione          | Luogo                   | Data             | Note |
| -------- | ----------------- | ---------------- | ----------------------- | ---------------- | ---- |
| 1'58"4 m | Olga Vakhrusheva  | Unione Sovietica | Mosca, Unione Sovietica | 17 febbraio 1980 |      |
| 1'58"42  | Sigrun Wodars     | Germania Est     | Vienna, Austria         | 1º febbraio 1987 |      |
| 1'57"64  | Christine Wachtel | Germania Est     | Torino, Italia          | 10 febbraio 1988 |      |
| 1'56"40  | Christine Wachtel | Germania Est     | Vienna, Austria         | 13 febbraio 1988 |      |
| 1'55"82  | Jolanda Čeplak    | Slovenia         | Vienna, Austria         | 3 marzo 2002     |      |